# West Bromwich
West Bromwich (/wɛst ˈbrɒmɪtʃ/) é uma cidade do condado de West Midlands, na Inglaterra. Fica a 8 km a noroeste de Birmingham deitado na estrada A41 da London-to-Birkenhead e faz parte do Black Country.

## Notáveis nascidos em West Bromwich
- Madeleine Carroll (1906–1987), atriz
- Harry Pitt (1914–2005), matemático
- Gerry Ashmore (1936–2021), automobilista
- Al Atkins (n. 1947), vocalista do Judas Priest
- Robert Plant (n. 1948), vocalista do Led Zeppelin
- Phil Lynott (1949–1986), cantor e compositor
- John Byrne (n. 1950), desenhista de histórias em quadrinhos
- K. K. Downing (n. 1951), guitarrista do Judas Priest
- Ian Hill (n. 1951), baixista do Judas Priest
- Dean Smith (n. 1971), treinador de futebol profissional e ex-jogador
- Denise Lewis (n. 1972), atleta
- Cat Deeley (n. 1976), apresentadora de televisão, atriz, cantora e modelo
- Elliot Knight (n. 1990), ator

## Esporte
No futebol, a cidade destaca-se pelo clube West Bromwich Albion F.C., que atualmente compete na EFL Championship, o segundo escalão do futebol inglês.